# شفيق علي الخشن
شفيق علي الخشن 1909- 1991 ، هو مهندس زراعي وكميائي، وزير الزراعة لمصر عام 1964، من مواليد سنباط في مركز زفتى، حاصل على الدكتوراة في كيمياء مبيدات الآفات من كلية الإمبراطورية بلندن، كان عام 1940 عضوا في جمعية الحشرات المصرية والأمريكية وجمعية مبيدات الآفات الفرنسية، عضو الأمة عام 1967 واختير وكيلا للمجلس، و شارك في العديد من المؤتمرات العلمية والدولية، حصل على جائزة الدولة التقديرية في العلوم عام 1986.